# Курси (монастырь)

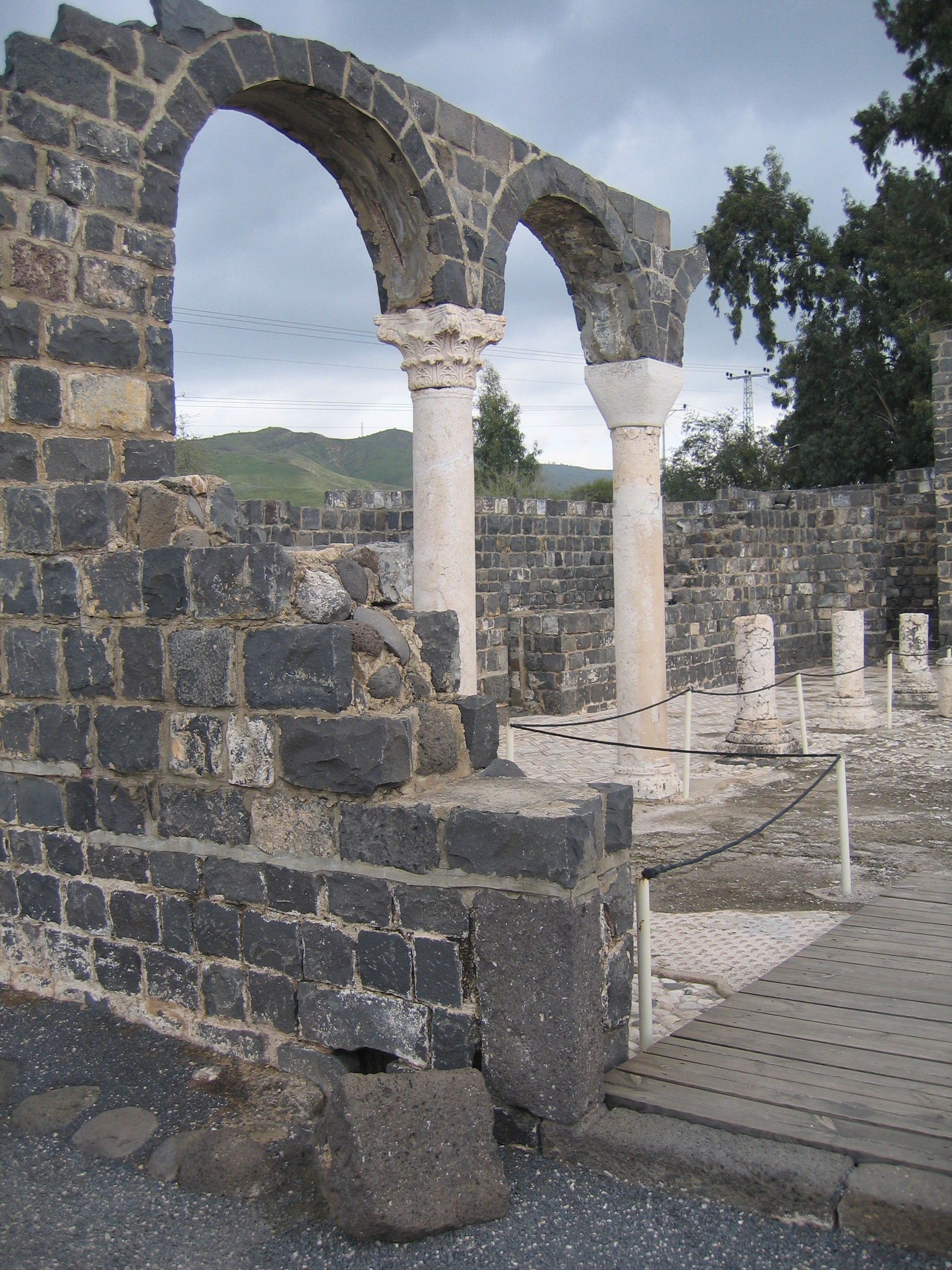

Курси — это руины большого византийского монастыря на берегу Тивериадского озера, на западном склоне Голанских высот.  
Римская империя приняла христианство как официальную религию в 324 г. н. э. и тут же начала строить святыни. Святая Елена, мать императора Константина, отправилась в землю, где жил и проповедовал Иисус, дабы увековечить памятные места. Прибыв в святую землю, она осмотрела такого рода места и распорядилась о начале строительства церквей и монастырей. Одной из строек был монастырь Курси. 
Курси известен как место, где Иисус Христос сотворил чудеса укрощения бури на Галилейском озере и изгнания бесов из Гадаринского бесноватого в стадо свиней.
Монастырь просуществовал здесь до 741 года, когда был разрушен землетрясением и покинут христианами. Во второй половине VIII века в монастыре и церкви при нем поселились арабы, внёсшие свои изменения в планировку места.
В Евангелии от Луки о чудесах укрощения бури на Галилейском озере и исцеления Гадаринского бесноватого повествуется:

В один день Он вошел с учениками Своими в лодку и сказал им: переправимся на ту сторону озера. И отправились. Во время плавания их Он заснул. На озере поднялся бурный ветер, и заливало их волнами, и они были в опасности. И, подойдя, разбудили Его и сказали: Наставник! Наставник! погибаем. Но Он, встав, запретил ветру и волнению воды; и перестали, и сделалась тишина. Тогда Он сказал им: где вера ваша? Они же в страхе и удивлении говорили друг другу: кто же это, что и ветрам повелевает и воде, и повинуются Ему? И приплыли в страну Гадаринскую, лежащую против Галилеи. Когда же вышел Он на берег, встретил Его один человек из города, одержимый бесами с давнего времени, и в одежду не одевавшийся, и живший не в доме, а в гробах. Он, увидев Иисуса, вскричал, пал пред Ним и громким голосом сказал: что Тебе до меня, Иисус, Сын Бога Всевышнего? умоляю Тебя, не мучь меня. Ибо Иисус повелел нечистому духу выйти из сего человека, потому что он долгое время мучил его, так что его связывали цепями и узами, сберегая его; но он разрывал узы и был гоним бесом в пустыни. Иисус спросил его: как тебе имя? Он сказал: легион, — потому что много бесов вошло в него. И они просили Иисуса, чтобы не повелел им идти в бездну. Тут же на горе паслось большое стадо свиней; и бесы просили Его, чтобы позволил им войти в них. Он позволил им. Бесы, выйдя из человека, вошли в свиней, и бросилось стадо с крутизны в озеро и потонуло. Пастухи, видя происшедшее, побежали и рассказали в городе и в селениях. И вышли видеть происшедшее; и, придя к Иисусу, нашли человека, из которого вышли бесы, сидящего у ног Иисуса, одетого и в здравом уме; и ужаснулись. Видевшие же рассказали им, как исцелился бесновавшийся. И просил Его весь народ Гадаринской окрестности удалиться от них, потому что они объяты были великим страхом. Он вошел в лодку и возвратился. Человек же, из которого вышли бесы, просил Его, чтобы быть с Ним. Но Иисус отпустил его, сказав: возвратись в дом твой и расскажи, что сотворил тебе Бог. Он пошел и проповедывал по всему городу, что сотворил ему Иисус.
— Лук. 8:22-39
Сейчас на этом месте расположен Израильский национальный парк, где можно увидеть восстановленное здание церкви V или VI века, которая являлась частью монастыря, и останки часовни немного выше по склону горы. В церкви во многих местах сохранился мозаичный пол с геометрическими узорами и изображением животных и растений. Надпись указывает, что эта мозаика была выложена при епископе Стефане Боголюбе, в 585 году.
Поднявшись наверх к часовне, можно увидеть красивый вид на озеро Кинерет и очередной пол с мозаикой. Место, где стоит часовня, по традиции считается тем местом, где стоял Иисус, разговаривая с «Гадаринским бесноватым».
Недалеко от церкви есть небольшой железный конус в круглой песочнице. На конусе выгравирован текст из Евангелия, повествующий о чудесах, явленных здесь Иисусом.